# Glacier du Mont-Perdu
Le glacier du Mont-Perdu est le troisième plus grand glacier des Pyrénées avec une superficie de 36,2 hectares en 2011. Il se situe sur la face nord du sommet du mont Perdu dans le massif du même nom, près de la frontière franco-espagnole.

## Histoire

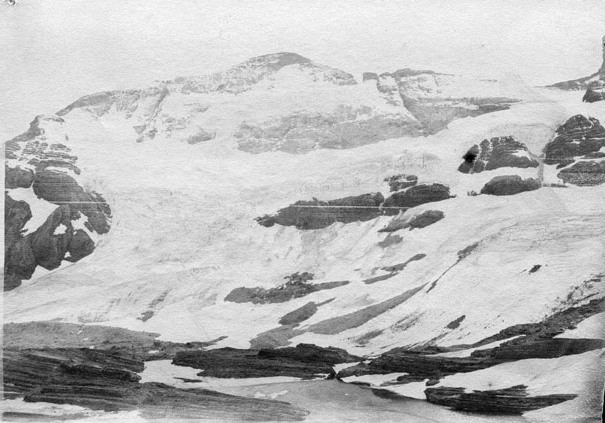
Vue du glacier en 1892 par Eugène Trutat.